# Révai Testvérek

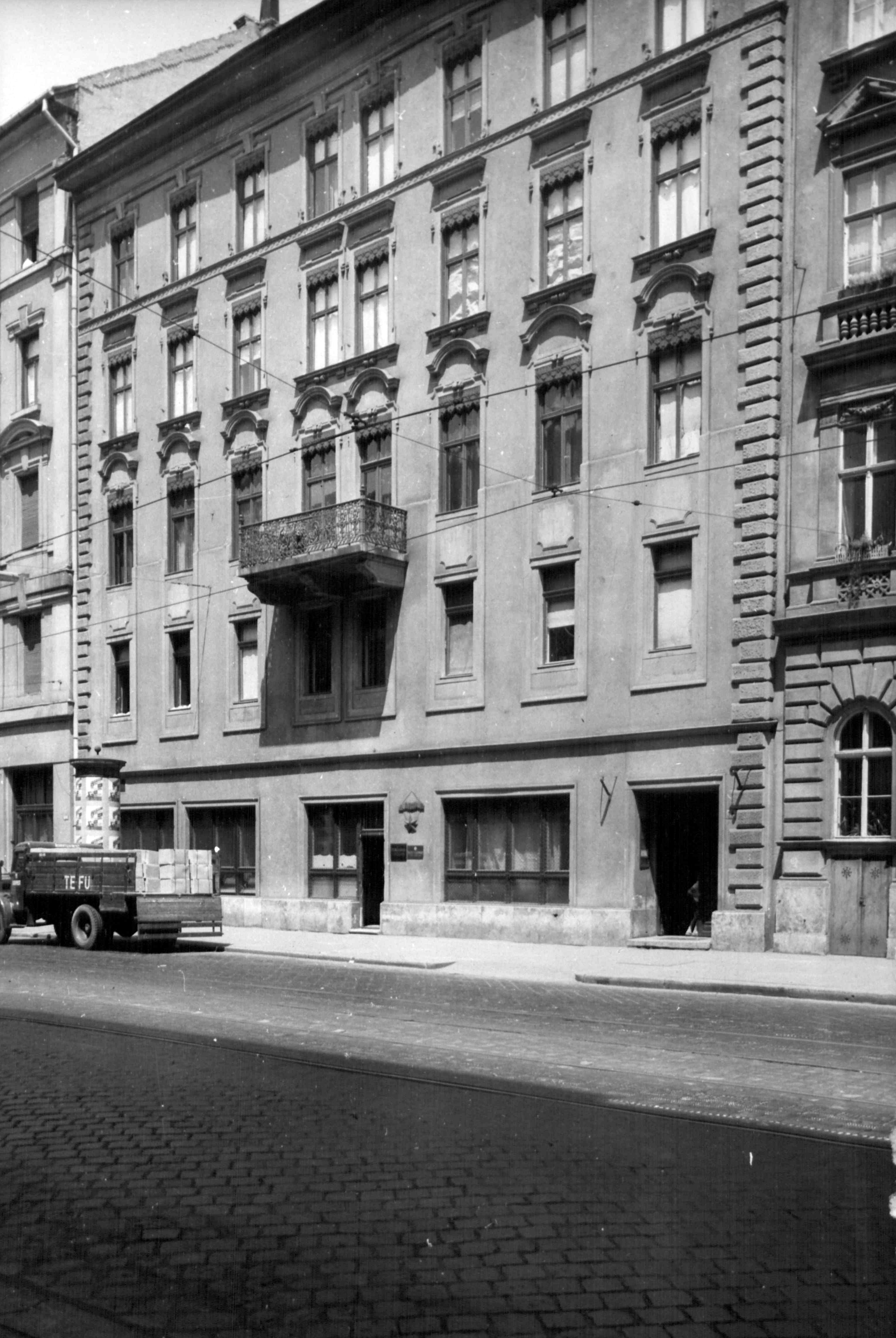
A könyvesház épülete kívülről 1961-ben

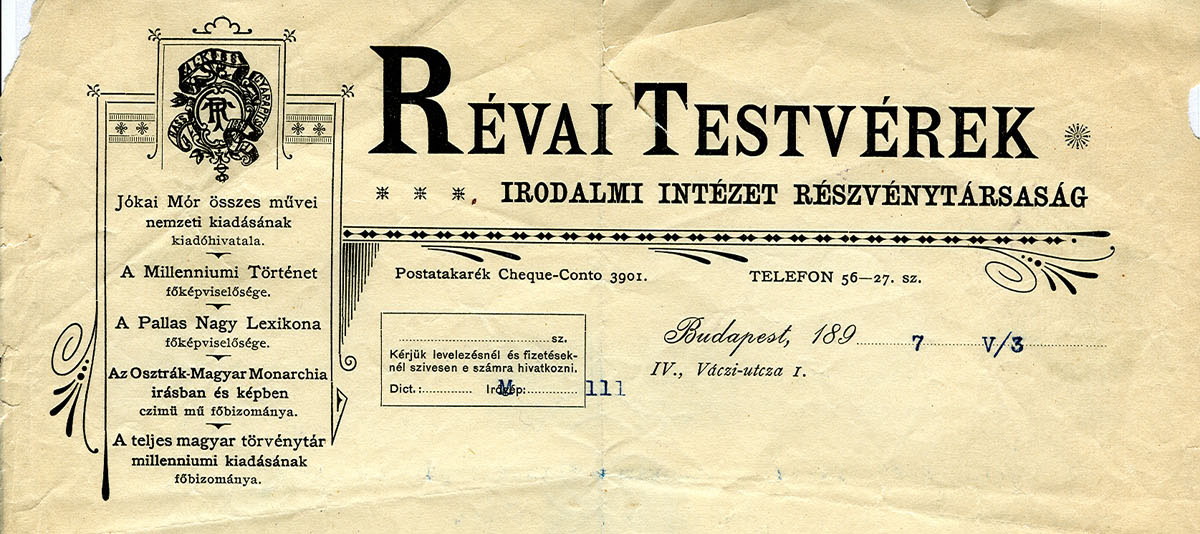
A Révai testvérek cégének levélpapírja

A Révai Testvérek Irodalmi Intézet Részvénytársaság, a köznyelvben gyakran csak Révai Testvérek a leghíresebb magyar könyvkiadók egyike. Legismertebb vállalkozása a Révai nagy lexikona.

## Története
A Révai Testvérek könyvkereskedő vállalatot 1869-ben alapította Révai Sámuel, egy eperjesi könyvkötő műhely tulajdonosa. A vállalkozás Budapesten könyvkereskedést és tudományos antikváriumot rendezett be. A céget kezdetben öccse, Révai Leó (innen a vállalkozás neve), majd fiai, Révay Mór János és Révai Ödön vezették. Révay Mór János 1880-ban megalapította a cég könyvkiadói osztályát. 1880 és 1885 között ő adta ki a „Regényvilág” című folyóiratot, amellyel a kortárs szépirodalmi írók műveinek biztosított megjelenési lehetőséget.
A vállalkozás egyre nagyobb szabású művek kiadását és terjesztését vállalta magára. 1885-ben rájuk bízták a Rudolf trónörökös védnöksége alatt megindult „Az Osztrák–Magyar Monarchia írásban és képben” című kiadványok kiadását és terjesztését. Az 1890-es években a Révai Testvérek által kiadott és terjesztett művek között van többek között a Nagy képes világtörténet, Brehm: Állatok világa és a teljes magyar törvénytár, a Corpus Juris Hungarici. 1895-ben kiadták Jókai Mór összes művét nemzeti díszkiadásban, száz kötetben. A kiadvány 1900-ban a párizsi világkiállításon díjat nyert. Az üzleti sikerekben jelentős része volt annak, hogy a Révay Ödön vezette kereskedelmi osztály – Magyarországon elsőként – részletfizetési kedvezményt adott a kiadványokra. A vállalkozás túlnőtt eredeti keretein, és 1895. július 1-jén részvénytársasággá alakult. A vezérigazgató Révay Mór János lett.

## A Révai nagy lexikona
1906-ban csődbe jutott az addigi magyar lexikonkiadás legnagyobb vállalkozása, a Pallas Irodalmi és Nyomdai Rt. A Pallas tulajdonosa, Gerő Lajos A Pallas nagy lexikona jogait átadta legnagyobb hitelezőjének, a Révai Részvénytársaságnak.
Révay Mór János 1901-től, két cikluson át országgyűlési képviselő volt, Tisza István bukásáig. Ekkor teljesen visszavonult a politikai élettől és ettől kezdve életének jelentős részét A Pallas nagy lexikona új kiadásának szentelte. Az új kiadást a részvénytársaság Révai nagy lexikona címmel tette közzé.